# Gemeinde Ravne na Koroškem

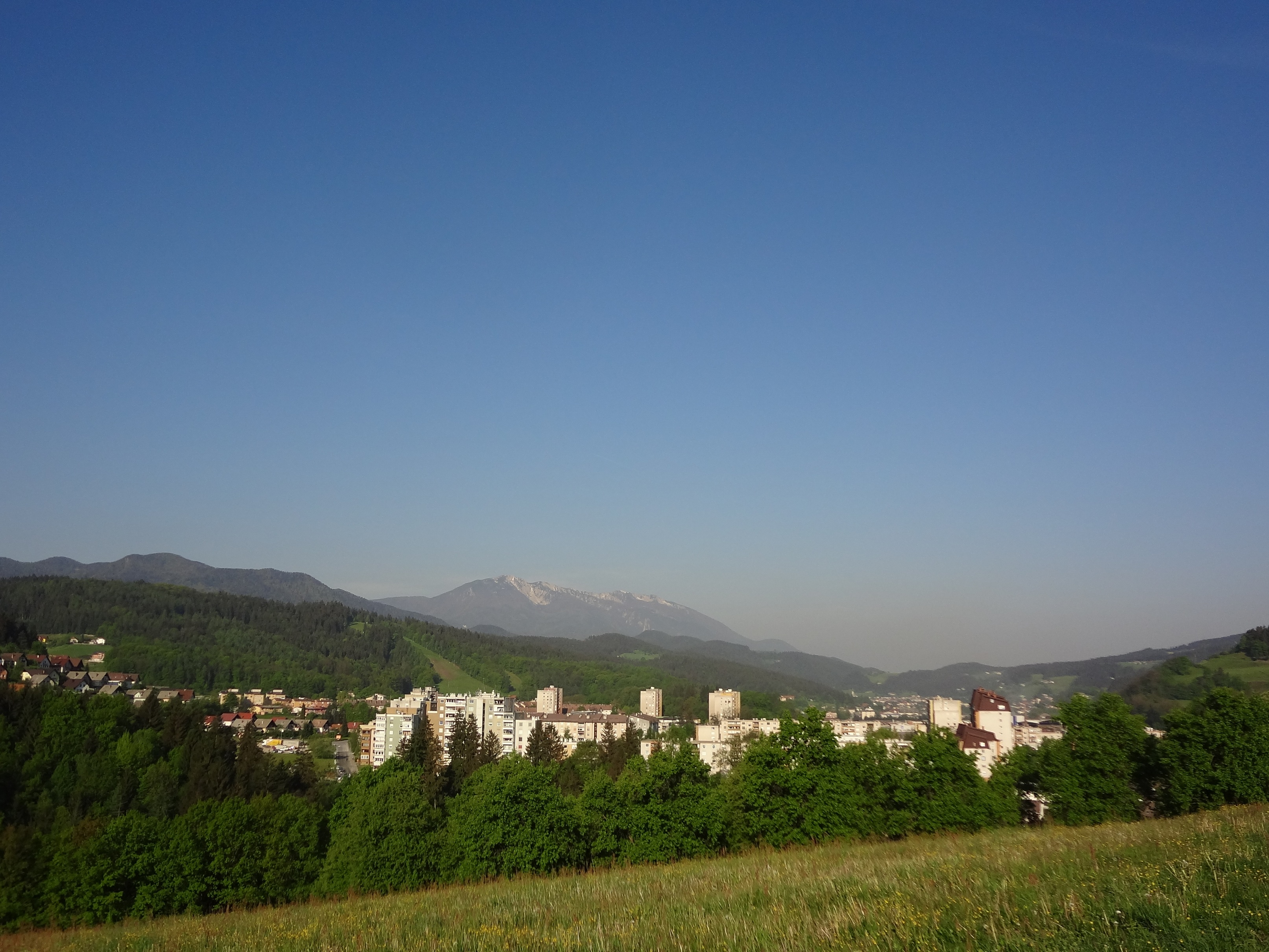
Ravne na Koroškem mit dem Berg Petzen (Peca)

Die Gemeinde Ravne na Koroškem (slowenisch: Občina Ravne na Koroškem) ist eine Gemeinde in Slowenien. Sie liegt in der historischen Landschaft Slovenska Koroška (Slowenisch-Kärnten), heutige Region Koroška.
Hauptort und Verwaltungssitz ist die Stadt Ravne na Koroškem.

## Lage
Ravne ist die größte Stadt im Mežatal (Mieß), welches hier eine etwa 600 m breite Aufweitung bildet. Weitere nennenswerte Gewässer sind der von Norden zuströmende Zelenbreški potok (Reka) und die von Süden kommende Kotulja (Dullbach). Neben den Teilen des Mežatal umfasst das Gemeindegebiet im Norden und Süden auch Bergland, das zu den Karawanken (Karavanke) zählt. Der Hauptort liegt auf 394 m. ü. A., die höchste Erhebung ist mit 1699 m. ü. A. die Uršlja gora an der südliche Gemeindegrenze.

## Ortschaften
Die Gemeinde umfasst 16 Ortschaften. Die deutschen Exonyme in den Klammern wurden bis zum Abtreten des Gebietes an das Königreich der Serben, Kroaten und Slowenen im Jahr 1918 vorwiegend von der deutschsprachigen Bevölkerung verwendet und sind heutzutage größtenteils unüblich.
- Brdinje (Werdiniach)
- Dobja vas (Aichdorf)
- Dobrije (Dobriach)
- Koroški Selovec (Sellouz)
- Kotlje (Köttelach)
- Navrški Vrh (Nauerschniggupf)
- Podgora (Podgorach)
- Podkraj (Podkrai)
- Preški Vrh (Preschegupf)
- Ravne na Koroškem (Gutenstein)
- Sele1 (Siele)
- Stražišče1 (Straschischa)
- Strojna (Stroina)
- Tolsti Vrh1 (Fettengupf)
- Uršlja Gora (Ursulaberg)
- Zelen Breg (Schöllenberg)

1 Sele, Stražišče und Tolsti Vrh gehören nur teilweise zur Gemeinde Ravne na Koroškem, die Stadtgemeinde Slovenj Gradec umfasst einen weiteren Teil von Sele, ein Teil von Stražišče liegt in Prevalje und zu Dravograd gehört ein Teil von Tolsti Vrh.

## Nachbargemeinden
| Prevalje | Neuhaus (A)                                 | Dravograd      |
| Prevalje | Kompassrose, die auf Nachbargemeinden zeigt | Dravograd      |
| Prevalje | Črna na Koroškem                            | Slovenj Gradec |

## Sehenswürdigkeiten
- Regionalmuseum von Slowenisch-Kärnten (Standort Ravne) mit mehreren Standorten, unter anderem in Schloss Streiteben (Grad Ravne)[3]